# 2015-ös Formula–1 ausztrál nagydíj
Az ausztrál nagydíj volt a 2015-ös Formula–1 világbajnokság első futama, amelyet 2015. március 13. és március 15. között rendeztek meg az ausztráliai Melbourne Grand Prix Circuiten, Melbourne-ben. Fernando Alonso néhány héttel korábban elszenvedett tesztbalesete miatt, orvosai javaslatára kihagyta a futamot, őt Kevin Magnussen helyettesítette a hétvégén. A Manor pedig bár elutazott a helyszínre, szoftveres problémák miatt nem tudtak részt venni a versenyen.

## Szabadedzések

### Első szabadedzés
Az ausztrál nagydíj első szabadedzését március 13-án, péntek délelőtt tartották. A szabadedzést négy versenyző is kihagyta, a Manor pilótái szoftverfrissítés, a Sauber versenyzői pedig a Giedo van der Garde szerződésével kapcsolatos bírósági ügy miatt maradtak távol. A Manor pilótái a hétvége későbbi szakaszaiban sem vettek részt, bár a helyszínre elutaztak.
| helyezés | versenyző        | csapat/motor         | elért idő | különbség | futott kör |
| -------- | ---------------- | -------------------- | --------- | --------- | ---------- |
| 1        | Nico Rosberg     | Mercedes             | 1:29,557  | −         | 18         |
| 2        | Lewis Hamilton   | Mercedes             | 1:29,586  | +0,029    | 18         |
| 3        | Valtteri Bottas  | Williams-Mercedes    | 1:30,748  | +1,191    | 19         |
| 4        | Carlos Sainz Jr. | Toro Rosso-Renault   | 1:31,014  | +1,457    | 31         |
| 5        | Sebastian Vettel | Ferrari              | 1:31,029  | +1,472    | 13         |
| 6        | Max Verstappen   | Toro Rosso-Renault   | 1:31,067  | +1,510    | 31         |
| 7        | Felipe Massa     | Williams-Mercedes    | 1:31,188  | +1,631    | 18         |
| 8        | Kimi Räikkönen   | Ferrari              | 1:31,310  | +1,753    | 14         |
| 9        | Pastor Maldonado | Lotus-Mercedes       | 1:31,451  | +1,894    | 21         |
| 10       | Daniel Ricciardo | Red Bull-Renault     | 1:31,570  | +2,013    | 9          |
| 11       | Danyiil Kvjat    | Red Bull-Renault     | 1:32,073  | +2,516    | 18         |
| 12       | Sergio Pérez     | Force India-Mercedes | 1:32,247  | +2,690    | 22         |
| 13       | Nico Hülkenberg  | Force India-Mercedes | 1:32,261  | +2,704    | 19         |
| 14       | Jenson Button    | McLaren-Honda        | 1:34,542  | +4,985    | 6          |
| 15       | Kevin Magnussen  | McLaren-Honda        | 1:34,785  | +5,228    | 7          |
| 16       | Romain Grosjean  | Lotus-Mercedes       | 2:17,782  | +48,225   | 4          |

### Második szabadedzés
Az ausztrál nagydíj második szabadedzését március 13-án, pénteken délután tartották. A szabadedzést a Manor két versenyzőjén kívül ki kellett hagynia Felipe Massának és Daniel Ricciardónak is, előbbinek vízszivárgás, utóbbinak motorcsere miatt.
| helyezés | versenyző        | csapat/motor         | elért idő | különbség | futott kör |
| -------- | ---------------- | -------------------- | --------- | --------- | ---------- |
| 1        | Nico Rosberg     | Mercedes             | 1:27,697  | −         | 29         |
| 2        | Lewis Hamilton   | Mercedes             | 1:27,797  | +0,100    | 25         |
| 3        | Sebastian Vettel | Ferrari              | 1:28,412  | +0,715    | 33         |
| 4        | Kimi Räikkönen   | Ferrari              | 1:28,842  | +1,145    | 33         |
| 5        | Valtteri Bottas  | Williams-Mercedes    | 1:29,265  | +1,568    | 32         |
| 6        | Danyiil Kvjat    | Red Bull-Renault     | 1:30,016  | +2,319    | 27         |
| 7        | Carlos Sainz Jr. | Toro Rosso-Renault   | 1:30,071  | +2,374    | 41         |
| 8        | Pastor Maldonado | Lotus-Mercedes       | 1:30,104  | +2,407    | 11         |
| 9        | Romain Grosjean  | Lotus-Mercedes       | 1:30,205  | +2,508    | 37         |
| 10       | Nico Hülkenberg  | Force India-Mercedes | 1:30,473  | +2,776    | 30         |
| 11       | Felipe Nasr      | Sauber-Ferrari       | 1:30,755  | +3,058    | 33         |
| 12       | Sergio Pérez     | Force India-Mercedes | 1:30,993  | +3,283    | 32         |
| 13       | Jenson Button    | McLaren-Honda        | 1:31,387  | +3,690    | 21         |
| 14       | Max Verstappen   | Toro Rosso-Renault   | 1:31,395  | +3,698    | 6          |
| 15       | Marcus Ericsson  | Sauber-Ferrari       | 1:32,303  | +4,606    | 14         |
| 16       | Kevin Magnussen  | McLaren-Honda        | 1:33,289  | +5,592    | 4          |

### Harmadik szabadedzés
Az ausztrál nagydíj harmadik szabadedzését március 14-én, szombaton délelőtt tartották.
| helyezés | versenyző        | csapat/motor         | elért idő | különbség | futott kör |
| -------- | ---------------- | -------------------- | --------- | --------- | ---------- |
| 1        | Lewis Hamilton   | Mercedes             | 1:27,867  | −         | 10         |
| 2        | Sebastian Vettel | Ferrari              | 1:28,563  | +0,696    | 12         |
| 3        | Nico Rosberg     | Mercedes             | 1:28,821  | +0,954    | 13         |
| 4        | Valtteri Bottas  | Williams-Mercedes    | 1:28,912  | +1,045    | 13         |
| 5        | Felipe Massa     | Williams-Mercedes    | 1:28,988  | +1,121    | 17         |
| 6        | Kimi Räikkönen   | Ferrari              | 1:29,017  | +1,150    | 12         |
| 7        | Romain Grosjean  | Lotus-Mercedes       | 1:29,481  | +1,614    | 11         |
| 8        | Pastor Maldonado | Lotus-Mercedes       | 1:29,864  | +1,997    | 14         |
| 9        | Carlos Sainz Jr. | Toro Rosso-Renault   | 1:29,869  | +2,002    | 18         |
| 10       | Felipe Nasr      | Sauber-Ferrari       | 1:29,934  | +2,067    | 23         |
| 11       | Max Verstappen   | Toro Rosso-Renault   | 1:29,952  | +2,085    | 15         |
| 12       | Marcus Ericsson  | Sauber-Ferrari       | 1:30,613  | +2,746    | 20         |
| 13       | Nico Hülkenberg  | Force India-Mercedes | 1:30,741  | +2,874    | 13         |
| 14       | Sergio Pérez     | Force India-Mercedes | 1:30,993  | +3,126    | 16         |
| 15       | Daniel Ricciardo | Red Bull-Renault     | 1:31,185  | +3,318    | 9          |
| 16       | Kevin Magnussen  | McLaren-Honda        | 1:31,391  | +3,524    | 13         |
| 17       | Jenson Button    | McLaren-Honda        | 1:31,666  | +3,799    | 12         |
| 18       | Danyiil Kvjat    | Red Bull-Renault     | 1:32,830  | +4,963    | 5          |

## Időmérő edzés
Az ausztrál nagydíj időmérő edzését március 14-én, szombaton délután futották.
| helyezés              | rajtszám | versenyző        | csapat/motor         | 1. rész    | 2. rész  | 3. rész  | rajthely | futott kör |
| --------------------- | -------- | ---------------- | -------------------- | ---------- | -------- | -------- | -------- | ---------- |
| 1                     | 44       | Lewis Hamilton   | Mercedes             | 1:28,586   | 1:26,894 | 1:26,327 | 1        | 16         |
| 2                     | 6        | Nico Rosberg     | Mercedes             | 1:28,906   | 1:27,097 | 1:26,921 | 2        | 14         |
| 3                     | 19       | Felipe Massa     | Williams-Mercedes    | 1:29,246   | 1:27,895 | 1:27,718 | 3        | 21         |
| 4                     | 5        | Sebastian Vettel | Ferrari              | 1:29,307   | 1:27,742 | 1:27,757 | 4        | 12         |
| 5                     | 7        | Kimi Räikkönen   | Ferrari              | 1:29,754   | 1:27,807 | 1:27,790 | 5        | 17         |
| 6                     | 77       | Valtteri Bottas  | Williams-Mercedes    | 1:29,641   | 1:27,796 | 1:28,087 | 6        | 16         |
| 7                     | 3        | Daniel Ricciardo | Red Bull-Renault     | 1:29,788   | 1:28,679 | 1:28,329 | 7        | 22         |
| 8                     | 55       | Carlos Sainz Jr. | Toro Rosso-Renault   | 1:29,597   | 1:28,601 | 1:28,510 | 8        | 22         |
| 9                     | 8        | Romain Grosjean  | Lotus-Mercedes       | 1:29,537   | 1:28,589 | 1:28,560 | 9        | 20         |
| 10                    | 13       | Pastor Maldonado | Lotus-Mercedes       | 1:29,847   | 1:28,726 | 1:29,480 | 10       | 20         |
| 11                    | 12       | Felipe Nasr      | Sauber-Ferrari       | 1:30,430   | 1:28,800 |          | 11       | 17         |
| 12                    | 33       | Max Verstappen   | Toro Rosso-Renault   | 1:29,248   | 1:28,868 |          | 12       | 15         |
| 13                    | 26       | Danyiil Kvjat    | Red Bull-Renault     | 1:30,402   | 1:29,070 |          | 13       | 9          |
| 14                    | 27       | Nico Hülkenberg  | Force India-Mercedes | 1:29,651   | 1:29,208 |          | 14       | 14         |
| 15                    | 11       | Sergio Pérez     | Force India-Mercedes | 1:29,990   | 1:29,209 |          | 15       | 13         |
| 16                    | 9        | Marcus Ericsson  | Sauber-Ferrari       | 1:31,376   |          |          | 16       | 10         |
| 17                    | 22       | Jenson Button    | McLaren-Honda        | 1:31,422   |          |          | 17       | 7          |
| 18                    | 20       | Kevin Magnussen  | McLaren-Honda        | 1:32,037   |          |          | 18       | 8          |
| 107%-os idő: 1:34,787 |          |                  |                      |            |          |          |          |            |
| – [1]                 | 28       | Will Stevens     | Manor-Ferrari        | idő nélkül |          |          | –        | 0          |
| – [1]                 | 98       | Roberto Merhi    | Manor-Ferrari        | idő nélkül |          |          | –        | 0          |

Megjegyzés:
- ↑ 1:  — Will Stevens és Roberto Merhi, a Manor Marussia pilótái ugyan ott voltak a hétvégén Ausztráliában, de szoftveres gondok miatt sem a szabadedzéseken, sem az időmérő edzésen (ebből következően pedig a vasárnapi nagydíjon sem) nem tudtak részt venni.[6]

## Futam
Az ausztrál nagydíj futama március 15-én, vasárnap rajtolt.
| helyezés | rajtszám | versenyző        | csapat/motor         | futott kör | idő/kiesés oka | rajthely | pont |
| -------- | -------- | ---------------- | -------------------- | ---------- | -------------- | -------- | ---- |
| 1        | 44       | Lewis Hamilton   | Mercedes             | 58         | 1:31:54,067    | 1        | 25   |
| 2        | 6        | Nico Rosberg     | Mercedes             | 58         | +1,360         | 2        | 18   |
| 3        | 5        | Sebastian Vettel | Ferrari              | 58         | +34,523        | 4        | 15   |
| 4        | 19       | Felipe Massa     | Williams-Mercedes    | 58         | +38,196        | 3        | 12   |
| 5        | 12       | Felipe Nasr      | Sauber-Ferrari       | 58         | +1:35,149      | 10       | 10   |
| 6        | 3        | Daniel Ricciardo | Red Bull-Renault     | 57         | +1 kör         | 6        | 8    |
| 7        | 27       | Nico Hülkenberg  | Force India-Mercedes | 57         | +1 kör         | 13       | 6    |
| 8        | 9        | Marcus Ericsson  | Sauber-Ferrari       | 57         | +1 kör         | 15       | 4    |
| 9        | 55       | Carlos Sainz Jr. | Toro Rosso-Renault   | 57         | +1 kör         | 7        | 2    |
| 10       | 11       | Sergio Pérez     | Force India-Mercedes | 57         | +1 kör         | 14       | 1    |
| 11       | 22       | Jenson Button    | McLaren-Honda        | 56         | +2 kör         | 16       |      |
| ki       | 7        | Kimi Räikkönen   | Ferrari              | 40         | kerék          | 5        |      |
| ki       | 33       | Max Verstappen   | Toro Rosso-Renault   | 32         | erőforrás      | 11       |      |
| ki       | 8        | Romain Grosjean  | Lotus-Mercedes       | 0          | erőforrás      | 8        |      |
| ki       | 13       | Pastor Maldonado | Lotus-Mercedes       | 0          | baleset        | 9        |      |
| ni[1]    | 26       | Danyiil Kvjat    | Red Bull-Renault     | 0          | sebességváltó  | 12       |      |
| ni[2]    | 20       | Kevin Magnussen  | McLaren-Honda        | 0          | erőforrás      | 17       |      |
| sér[3]   | 77       | Valtteri Bottas  | Williams-Mercedes    | 0          | sérülés        | –        |      |
| vi[4]    | 28       | Will Stevens     | Manor-Ferrari        | 0          | visszalépett   | –        |      |
| vi[4]    | 98       | Roberto Merhi    | Manor-Ferrari        | 0          | visszalépett   | –        |      |

Megjegyzés:
- ↑ 1:  — Danyiil Kvjat autójában a kivezető körön tönkrement a sebességváltó, ezért nem tudott elrajtolni a futamon.[7]
- ↑ 2:  — Kevin Magnussen autójában a kivezető körön tönkrement a motor, ezért nem tudott elrajtolni a futamon.[8]
- ↑ 3:  — Valtteri Bottas az időmérő edzésen derékhúzódást szenvedett, ezért orvosi javaslatra nem indult a futamon, az időmérőn mögötte végző pilóták egy helyet előreléptek a rajtrácson.[9]
- ↑ 4:  — Will Stevens és Roberto Merhi a hétvége során nem hajtottak pályára, így nem vehettek részt a futamon. A csapatot nem büntették meg, mivel megjelentek a helyszínen.[10]

## A világbajnokság állása a verseny után
| H   | Versenyzők       | Pont | H   | Konstruktőrök        | Pont |
| --- | ---------------- | ---- | --- | -------------------- | ---- |
| 1.  | Lewis Hamilton   | 25   | 1.  | Mercedes             | 43   |
| 2.  | Nico Rosberg     | 18   | 2.  | Ferrari              | 15   |
| 3.  | Sebastian Vettel | 15   | 3.  | Sauber-Ferrari       | 14   |
| 4.  | Felipe Massa     | 12   | 4.  | Williams-Mercedes    | 12   |
| 5.  | Felipe Nasr      | 10   | 5.  | Red Bull-Renault     | 8    |
| 6.  | Daniel Ricciardo | 8    | 6.  | Force India-Mercedes | 7    |
| 7.  | Nico Hülkenberg  | 6    | 7.  | Toro Rosso-Renault   | 2    |
| 8.  | Marcus Ericsson  | 4    | 8.  | McLaren-Honda        | 0    |
| 9.  | Carlos Sainz Jr. | 2    | 9.  | Lotus-Mercedes       | 0    |
| 10. | Sergio Pérez     | 1    | 10. | Manor-Ferrari        | 0    |

(A teljes táblázat)

## Statisztikák
- Vezető helyen:
  - Lewis Hamilton: 56 kör (1-24) és (27-58)
  - Nico Rosberg: 2 kör (25-26)
- Lewis Hamilton 34. győzelme, 39. pole-pozíciója és 21. leggyorsabb köre.
- A Mercedes 30. győzelme.
- Lewis Hamilton 71., Nico Rosberg 27., Sebastian Vettel 67. dobogós helyezése.